# إيرباص إي-فان
إيرباص إي-فان (بالإنجليزية: Airbus E-Fan)‏ هو نموذج أولي لطائرة كهربائية ذات مقعدين، والتي يجري تطويرها من قبل مجموعة إيرباص. وفي يوليو 2014، وخلال فعاليات معرض فارنبورو الجوي في المملكة المتحدة قامت الطائرة برحلة أمام وسائل الاعلام العالمية. وسوق الطائرة المستهدف هو التدريب على الطيارين.

## التصميم والتطوير

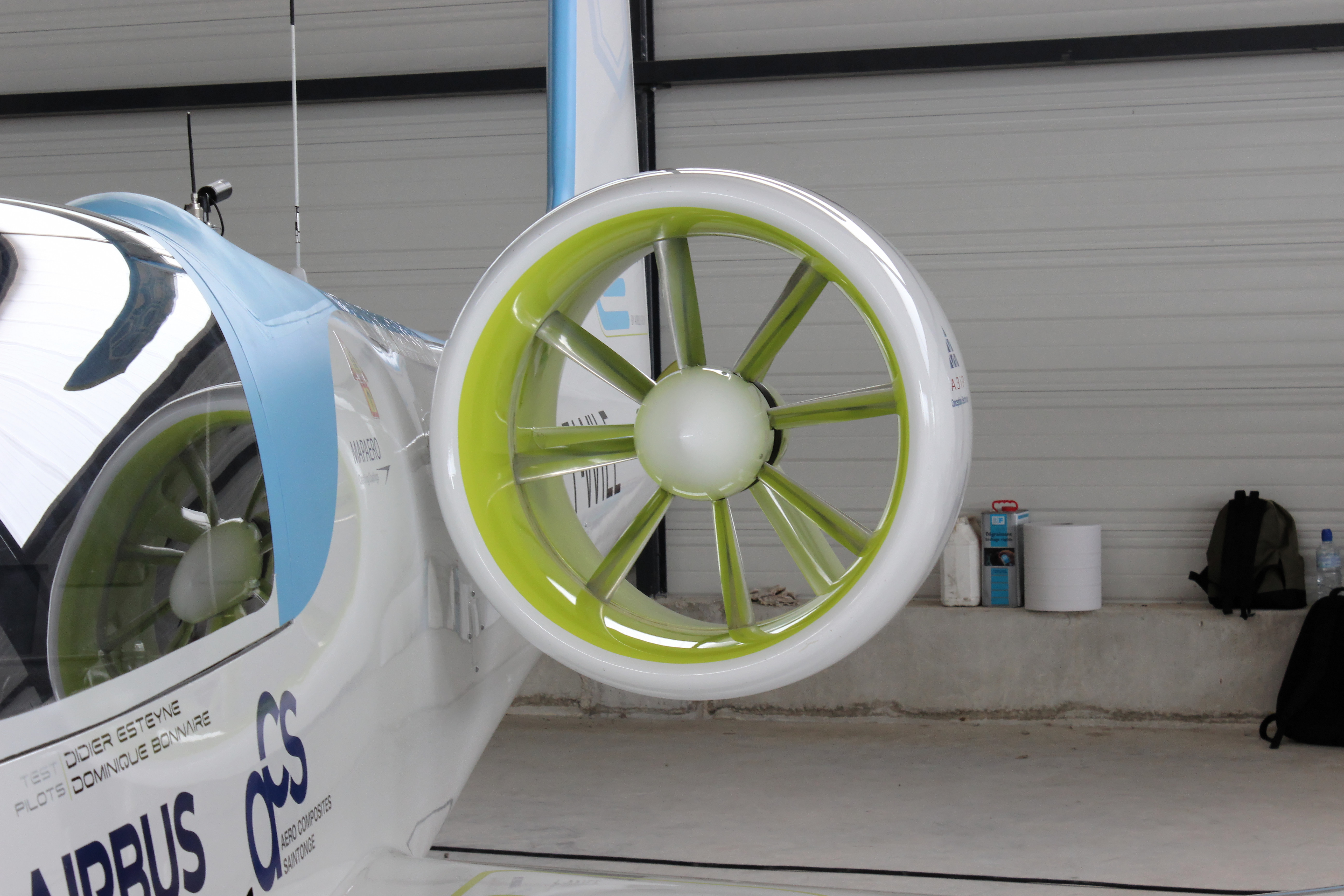
A ducted fan on the E-Fan

## المتغيرات
E-Fan
نموذج لطائرة بمقعدين حلق لأول مرة في مارس عام 2014.
E-Fan 2.0
مقترح بدفع يعتمد على الكهرباء، وبسعة مقعدين، وسيكون جاهز ليطير عام 2017.
E-Fan 4.0
طراز مقترح بمحرك هجين كهربائي وبأربعة مقاعد، وسيكون جاهز للطيران في 2019; مع مولد يعمل بالكيروسين لتمديد وقت الطيران إلى ما يصل من 2 ساعة إلى 3 ساعات و30 دقيقة.
E-Thrust
طائرة إقليمية مقترحة، تتسع لـ 90 مقعد، وتستند إلى مبادئ «إي-فان».

## مواصفات
البيانات من Jane's All the World's Aircraft 2014/15 وإيرباص
الخصائص العامة
- طاقم: واحد
- سعة: راكب واحد
- طول: 6.67 م (21 قدم 11 بوصة)
- باع الجناح: 9.50 م (31 قدم 2 بوصة)
- وزن الإقلاع الأقصى: 550 كـغ (1,213 رطل)
- محركات: 2 × محرك كهربائي , 30 كـو (40 حصان) الواحد via eight-blade ducted fans,each producing thrust of 0.75 kN (266 lb st), Battery: Lithium-ion 18650, with 207 Wh/kg per cel, total of 29 kWh at a battery weight of 167 kg

أداء
- السرعة القصوى: 220 كم/س (137 ميل/س؛ 119 عقدة) جميع أرقام الأداء تقديرية
- سرعة العبور: 160 كم/س (99 ميل/س؛ 86 عقدة)
- قدرة التحمل: 60 min
- Lift-to-drag: 16:1[1]

## وصلات خارجية
- Airbus Group E-Aircraft Day
- Airbus Group E-Fan Brochure